# Алгоритм Смита — Ватермана
Алгоритм Смита — Ватермана предназначен для получения локального выравнивания последовательностей,
то есть для выявления сходных участков двух нуклеотидных или белковых последовательностей.
В отличие от алгоритма Нидлмана — Вунша, который осуществляет выравнивание последовательностей по всей длине,
алгоритм Смита — Ватермана сравнивает отрезки всех возможных длин и оптимизирует меру сходства по всем
отрезкам и всем выравниваниям этих отрезков.
Алгоритм был предложен Т. Ф. Смитом и М. Ватерманом в 1981. Подобно алгоритму Нидлмана — Вунша, алгоритм Смита — Ватермана использует принцип динамического программирования. Он гарантирует нахождение оптимального, относительно используемой им меры оценки качества, локального выравнивания. Эта мера оценки — так называемый вес, или счёт (Score) выравнивания, предусматривающий использование матрицы замен и штрафов за «гэпы» (то есть вставки и делеции).